# John Loyer
John Foster Loyer (29 dicembre 1964) è un allenatore di pallacanestro statunitense.

## Carriera
Dopo aver giocato quattro stagioni alla University of Akron, nel 1987 è entrato a far parte dello staff degli allenatori dello stesso college in qualità di "graduate assistant", rimanendovi fino al 1989. Nei due anni successivi è stato assistente di Bob Huggins alla University of Cincinnati, e nel 1999-2000 è stato capo allenatore al Wabash Valley College.
Nel 2000 entra nello staff dei Portland Trail Blazers come "video coordinator", e nella stagione successiva diviene "advance scout". Nel 2003 viene scelto da Maurice Cheeks come uno dei suoi assistenti, e lo segue con lo stesso incarico anche ai Philadelphia 76ers (2005-2009).
Dal 2009 al 2011 è stato uno dei vice allenatori dei New Jersey Nets, e nei tre anni successivi passa ai Detroit Pistons. Nel 2013 ritrova Maurice Cheeks ai Pistons: gli subentra come capo allenatore dopo l'esonero di quest'ultimo, nel febbraio 2014. Lascia la panchina dei Pistons al termine della stagione; gli succede Stan Van Gundy.